# فسكو
فسكو (بالإنجليزية: VSCO)‏ وعرف سابقاً فسكو كام (بالإنجليزية: VSCO Cam)‏ هو تطبيق محمول وبرنامج إنترنت للصور لأنظمة آي أو إس وأندرويد. تم إنشاء التطبيق من قبل جويل فلوري وغريغ لوتزه. وهذا التطبيق يسمح لمستخدمه بإلتقاط الصور وتعديلها واستخدام الفلاتر وأدوات التعديل ومن ثم نشرها مباشرةً.